# Karla Hense-Brosig
Karla Hense-Brosig (* 21. April 1957 in Gelsenkirchen) ist eine deutsche Politikerin (Arbeit für Bremen und Bremerhaven (AFB)); sie war Mitglied der Bremischen Bürgerschaft.

## Biografie
Hense-Brosig war als kaufmännische Angestellte bei den Stadtwerken Bremen tätig und dort Betriebsrätin.
Sie trat Anfang Januar 1995 in die neu gegründete Wählervereinigung AFB ein, eine konservative und unzufriedene Abspaltung der SPD, die erfolgreich (10,7 %, 12 Mandate) unter Führung von Friedrich Rebers und Werner Lenz für die Bürgerschaft kandidierte. Die AFB löste sich 2002 wieder auf.
Von 1995 bis 1999 war sie für die AFB Mitglied der 14. Bremischen Bürgerschaft und Mitglied verschiedener Deputationen, u. a. für Soziales und Jugend sowie für Umwelt. Sie war umwelt-, jugend- und frauenpolitische Sprecherin der AFB. In der Bürgerschaft setzte sie sich ein für ein Fahrradparkhaus am Hauptbahnhof. Sie war ab 1999 aktiv als stellv. Gesamtelternsprecherin der privaten katholischen Schulen in Bremen.